# Кімзее
Кімзее (нім. Chiemsee; раніше вживалися варіанти Хімзее, Хімське озеро) — прісноводне озеро в Баварії, Німеччина, приблизно за 70 км на схід від Мюнхена, між містами Розенгайм і Зальцбург (Австрія). Місцеві жителі називають його «Баварським морем». В озеро впадають річки Тиролер-Ахен і Прін, з озера витікає річка Альц.
Два найбільші острови: Герренкімзее (нім. Herrenchiemsee — «Чоловічий», більший) і Фрауенкімзее (нім. Frauenchiemsee — «Жіночий»). На Чоловічому острові стоїть палац Герренкімзее, побудований останнім баварським королем Людвігом II в 1878 році. На Жіночому острові - стародавній жіночий монастир ордену бенедиктинців (побудований в 782 році) і невелике селище.
У районі озера рекреаційна зона. В озері живе форель.
В 2001 році на дні Кімзее водолазом-аматором був знайдений золотий котел вагою близько 10,5 кг.

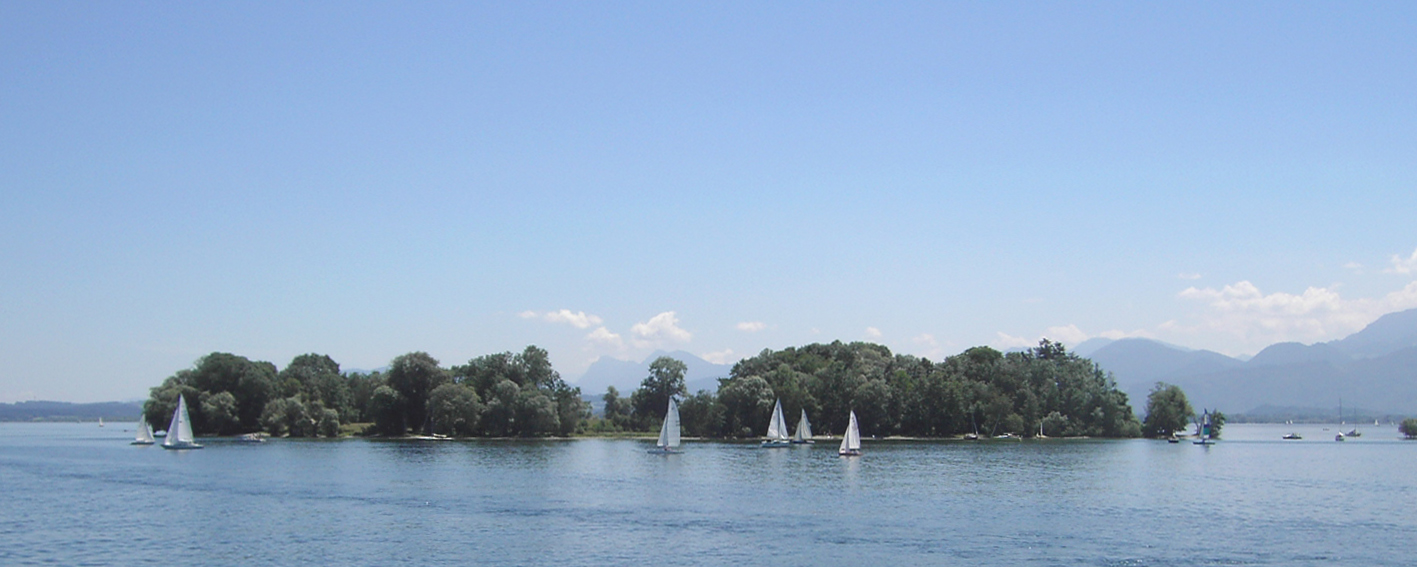

## Походження
Озеро Кімзее сформувалося, як і багато інших доальпійських озер, наприкінці останнього льодовикового періоду близько 10000 років тому з висіченої льодовика (Zungenbecken). Спочатку озеро мало площу майже 240 км², що приблизно втричі більше його сучасної площі.